# Philippe Leroux (compositeur)
Pour les articles homonymes, voir Philippe Leroux et Leroux.
Philippe Leroux est un compositeur français né le 24 septembre 1959 à Boulogne-Billancourt.

## Biographie
Durant son cursus, il a comme professeurs Ivo Malec, Claude Ballif, Pierre Schaeffer, Guy Reibel. Mais également Olivier Messiaen, Franco Donatoni, Betsy Jolas, Jean-Claude Éloy et Iannis Xenakis. 
Il obtient trois premiers prix au Conservatoire national supérieur de musique de Paris.
De 1993 à 1995, il est pensionnaire à la Villa Médicis.
Auteur de nombreux articles sur la musique contemporaine, il donne également de nombreuses conférences et cours de composition dans des universités, conservatoires, instituts, etc.
Ses œuvres sont régulièrement jouées ou diffusées en Europe et aux États-Unis.
Il enseigne la composition à l'Université McGill (Montréal, Québec) depuis septembre 2011.

### Vie personnelle
Chrétien orthodoxe, il a fréquenté la paroisse Saint-Germain-et-Saint-Cloud à Louveciennes.

## Prix et distinctions
- 1994 : Prix Hervé Dugardin
- 1996 : Prix de la meilleure création musicale contemporaine de l'année pour son œuvre (d') Aller
- 2003 : Prix SACEM des compositeurs
- 2017 : Coup de cœur Musique Contemporaine 2017 de l'Académie Charles-Cros pour De la percussion avec l'Ensemble Sixtrum, proclamé le 3 janvier 2018 lors de l’émission le concert du soir d’Arnaud Merlin sur France Musique[3]
- 2018 : Coup de cœur musique contemporaine 2018 de l'Académie Charles Cros pour Ailes, annoncé le 26 décembre par Omer Corlaix sur France Musique lors de l’émission le concert du soir[4].

## Style et langage musical
Selon Dominique Druhen, la musique de Leroux a pour objet essentiel la dynamique du son, la manière dont il naît, disparaît et surtout s'entretient, amenant une musique rarement contemplative ou dramatique. Le tempo est souvent vif. Les notes sont utilisées en accordant plus d'importance à leur intervalles qu'à leur hauteur absolue, avec un jeu sur leur combinatoires.

## Œuvre
Une partie des partitions des œuvres de Philippe Leroux est éditée par les éditions Billaudot.

### Instrumentale et mixte
- AIR-RÉ (1992) pour violon et percussion
- AIR (1993) pour clarinette en si bémol et percussion
- PPP[7] (1993) pour flûte et piano
- Continuo(ns) (1994) pour quintette
- (d')Aller (1995) pour violon seul et 16 instruments
- Souffles (1996) pour quintette à vent
- AAA (1996) pour 7 instruments
- M (1997) pour 2 pianos, 2 percussion et électronique
- M.É. (1998) acousmatic
- Plus loin (1999-2000) pour orchestre symphonique
- SPP (2000) pour saxophone soprano et piano
- De la Vitesse (2001) pour 6 percussionnistes
- Les Uns (2001) pour 3 percussionnistes
- Voi(Rex) (2002) pour voix, 6 instruments, et électronique
- Airs (2003) pour saxophone et percussion
- Du souffle (2003) pour quartette de saxophones
- m'M (2003) concerto grosso pour orchestre symphonique
- Pour que les êtres ne soient pas traités comme des marchandises (2004) pour 12 voix, orchestra, et ad libitum électronique
- De la texture (2007) pour 8 instruments
- L’unique trait de pinceau (2008/9) pour saxophone et orchestre symphonique
- AMA (2009) pour solo piano
- Pourquoi? (2009) pour 4 voix et orchestra
- Objets trouvés ...posés (2009) acousmatic
- Envers Symphonie (2010) pour orchestre symphonique
- Extended Apocalypsis (2011) pour 4 voix, 16 instruments, électronique, et vidéo ad libitum.
- … Ami… chemin… oser… vie… (2011) pour 15 instruments
- De l'itération (2012) pour 6 percussionnistes
- Ailes (2012) pour baryton et 15 instruments
- Total SOLo (2013) pour 28 instruments
- Quid sit musicus (2013/14) pour 4 voix, guitare, violoncelle, et électronique
- Nomadic Sounds (2015) pour chœur a capella
- White face (2015) pour quatuor à cordes
- De l'imitation (2015) pour quartette de saxophones et électronique
- Postlude à l'Épais[8] (2016) pour flûte, clarinette, violon, violoncelle et piano
- Envers IV (2016) pour orchestre symphonique
- (D)Tourner (2016/17) pour percussions et dix instruments

### Électroacoustique
- Intercession (1981)
- Hommage à Andreï Roublev (1982)
- Le vide et le vague (1986)
- Tournoi (1989)
- La guerre du faire (1992)
- M.É. (1999)
- Objets Trouvés ... Posés (2009)

### Opéra
- L'Annonce faite à Marie[9], d'après Paul Claudel, création mondiale en 2022 à Angers-Nantes Opéra et à l'Opéra de Rennes.

## Discographie
- 1993 Feu dévorant[10] de l'album Leroux, Bortoli, Dubedout, Giner – Feu Dévorant chez empreinte digitale[11]
- 1995 Continuo(ns), Fleuve, Air-Ré, PPP, Phonie douce – Ensemble Court-Circuit direction: Pierre-André Valade (CD MFA 216005)
- 1998 (D')Aller, AAA, Souffles, Ial – Orchestre Poitou-Charente dir. Pascal Verrot ; Annick Roussin ; Ensemble Court-Circuit dir. Pierre-André Valade, Ensemble Le Concert impromptu (Grave GRCD)
- 2004 "Voi(Rex)" pour voix, ensemble et électronique, "Plus Loin" pour orchestre et "M" pour 2 pianos, 2 percussions et électronique – Donatienne Michel-Dansac, Orchestre philharmonique de Radio France et Ensemble L'itinéraire, dir. Pierre-André Valade (Soupir NTCD 358)
- Quid sit musicus ? pour sept voix, deux instrumentistes et électronique - Ensemble Solistes XXI, direction Rachid Safir : Raphaële Kennedy, Marie Albert, sopranos ; Lucile Richardot, mezzo-soprano ; Vincent Bouchot, Laurent David, ténors ; Jean-Christophe Jacques, baryton ; Marc Busnel, basse ; Caroline Delume, guitare et luth ; Valérie Dulac, violoncelle et vièle (6-9 octobre 2014, Soupir éditions)
- 2011 Histoire de si et Histoire d'insister de l’album Pages acoustiques par Christelle Séry, guitare
- 2015 Du souffle[12] de l’album Du souffle par Quatuor de saxophones : Quasar.
- 2017 Ami… Chemin… Oser… Vie[13] de Dubedout, Leroux : Tournoiements. Perron, Nouvel Ensemble Modern, Vaillancourt. chez éole[14]
- 2018 M.É., La guerre du faire Objets trouvés… Posés (2018, Trajectoires / INA-GRM INA G6050/59)
- 2019 Souffles[15] dans Musiques françaises contemporaines par Le Concert impromptu chez Coriolan
- Ailes par Els Janssens-Vanmunster, Amit Dolberg, Meitar Ensemble, dir. Pierre-André Valade
  - Postlude à l’Épais pour ensemble
  - Ailes pour voix et grand ensemble
  - De la texture pour ensemble
  - Continuo(ns) pour ensemble
  - Dense… Englouti pour piano
- De la percussion par Ensemble Sixtrum (Soupir Editions S244)
  - De l’Itération pour 6 percussionnistes
  - Les uns pour 3 percussionnistes
  - De la vitesse pour 6 percussionnistes

- 2021 Noûs (Soupir Editions S232)[16]